# Jerzy Smolicz (socjolog)
Jerzy Jarosław Smolicz (ur. 2 lutego 1935 w Warszawie, zm. 3 listopada 2006 w Adelaide) – australijski socjolog pochodzenia polskiego, dyrektor Centre for Intercultural Studies and Multicultural Education na Uniwersytecie w Adelajdzie, jeden z twórców australijskiej polityki wielokulturowości.
We wrześniu 1939 roku rodzina Smoliczów mieszkała w Nieświeżu, gdzie zastała ją agresja radziecka. Rodzice Jerzego Smolicza zostali rozdzieleni: ojciec trafił do łagru, matka z synem do kołchozu w Kazachstanie. Po zawarciu układu Sikorski-Majski przedostali się przez Iran do Libanu. Po zakończeniu II wojny światowej rodzina osiedliła się w Szkocji. Tam Jerzy Smolicz ukończył studia chemiczne na Uniwersytecie w Edynburgu. Następnie podjął studia socjologiczne na Uniwersytecie Oksfordzkim. W 1965 roku otrzymał i przyjął propozycję pracy na Uniwersytecie w Adelajdzie w Australii.
W pracy naukowej zajmował się głównie pluralizmem kulturowym w społeczeństwach multietnicznych. Poza Australią wykładał między innymi w Stanach Zjednoczonych, Wielkiej Brytanii, Kanadzie, Niemczech, Nowej Zelandii, Indiach czy Polsce. Był członkiem zagranicznym Polskiej Akademii Umiejętności. Współpracował z rządem Australii Południowej w zakresie wielokulturowości i wielojęzyczności w systemie edukacji. Został odznaczony między innymi australijskim Order of Australia i polskim Krzyżem Komandorskim Orderu Zasługi RP. W 2002 roku został nagrodzony przez UNESCO nowo powołaną nagrodą Linguapax Prize.

## Wybrane publikacje
- (współautor: Roger McL. Harris) Australijczycy polskiego pochodzenia. Studium adaptacji i asymilacji młodego pokolenia, przeł. Grzegorz Babiński, Wrocław: Zakład Narodowy im. Ossolińskich 1984.
- (współautor: Margaret J. Secombe) Zostać Australijczykiem?: polski dom, australijska szkoła, przeł. Mirosław Boruta, Warszawa: „Polonia” 1990.
- Kultura i nauczanie w społeczeństwie wieloetnicznym, przeł. Elżbieta Grabczak-Ryszka, Warszawa: Państwowe Wydawnictwo Naukowe 1990.
- Osobowościowe systemy kulturowe w społeczeństwie pluralistycznym [W:] O język i kulturę polską w środowiskach polonijnych: materiały z II konferencji okrągłego stołu, Łańcut, 26-28 lipca 1986 r., Warszawa: Biblioteka Narodowa, 1990, s. 13-31.
- Współkultury Australii, Warszawa: Oficyna Naukowa 1999.